# Charles B. Wessler
Charles B. Wessler (Estados Unidos, 16 de maio de 1955) é um produtor cinematográfico americano, conhecido amplamente devido às colaborações com Peter Farrelly e Bobby Farrelly. Como reconhecimento, foi nomeado ao Óscar 2019 na categoria de Melhor Filme devido à produção de Green Book.